# Schlichting (Adelsgeschlecht)

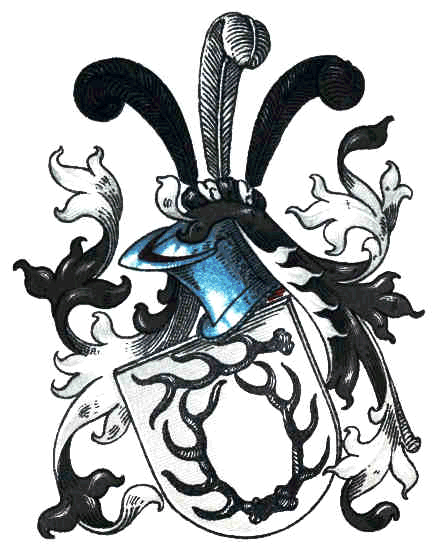
Wappen derer von Schlichting

Schlichting ist der Name eines alten schlesischen Adelsgeschlechts. Zweige der Familie bestehen bis heute.

## Geschichte
Das Geschlecht erscheint urkundlich erstmals zu Pfingsten 1447 mit Toman und Christoph Slichting auf Guhren und Züllichau. Bartusch und Merten Slichting treten am 6. November 1461 urkundlich im Lande Schwiebus auf. Die sichere Stammreihe beginnt mit Caspar von Schlichting auf Rietschütz, Oggerschütz, Jehser und Oppelwitz (bei Schwiebus), der von 1510 bis 1534 urkundlich in Erscheinung tritt.

### Standeserhöhungen
Der polnische Kapitän Samuel von Schlichting und Buckowick aus der Linie Bauchwitz wurde am 24. Dezember 1694 in den alten böhmischen Herrenstand mit „Wohlgeboren“ erhoben.
Dem Fideikommissherrn auf Schlichtingsheim mit Gurschen, Provinz Posen und Wilkau in im Herzogtum Glogau Rudolf von Schlichting-Bukowiec, Mitglied des Preußischen Herrenhauses auf Lebenszeit, wurde am 17. März 1886 der preußische Freiherrenstand bestätigt.

## Wappen
Das Stammwappen zeigt in Silber zwei aufgerichtete schwarze Hirschstangen mit auswärts gekehrten Enden, darüber eine quer liegende schwarze Hirschstange mit aufwärts gekehrten Enden. Auf dem Helm mit schwarz-silbernen Decken drei (schwarz-silbern-schwarz) Straußenfedern.

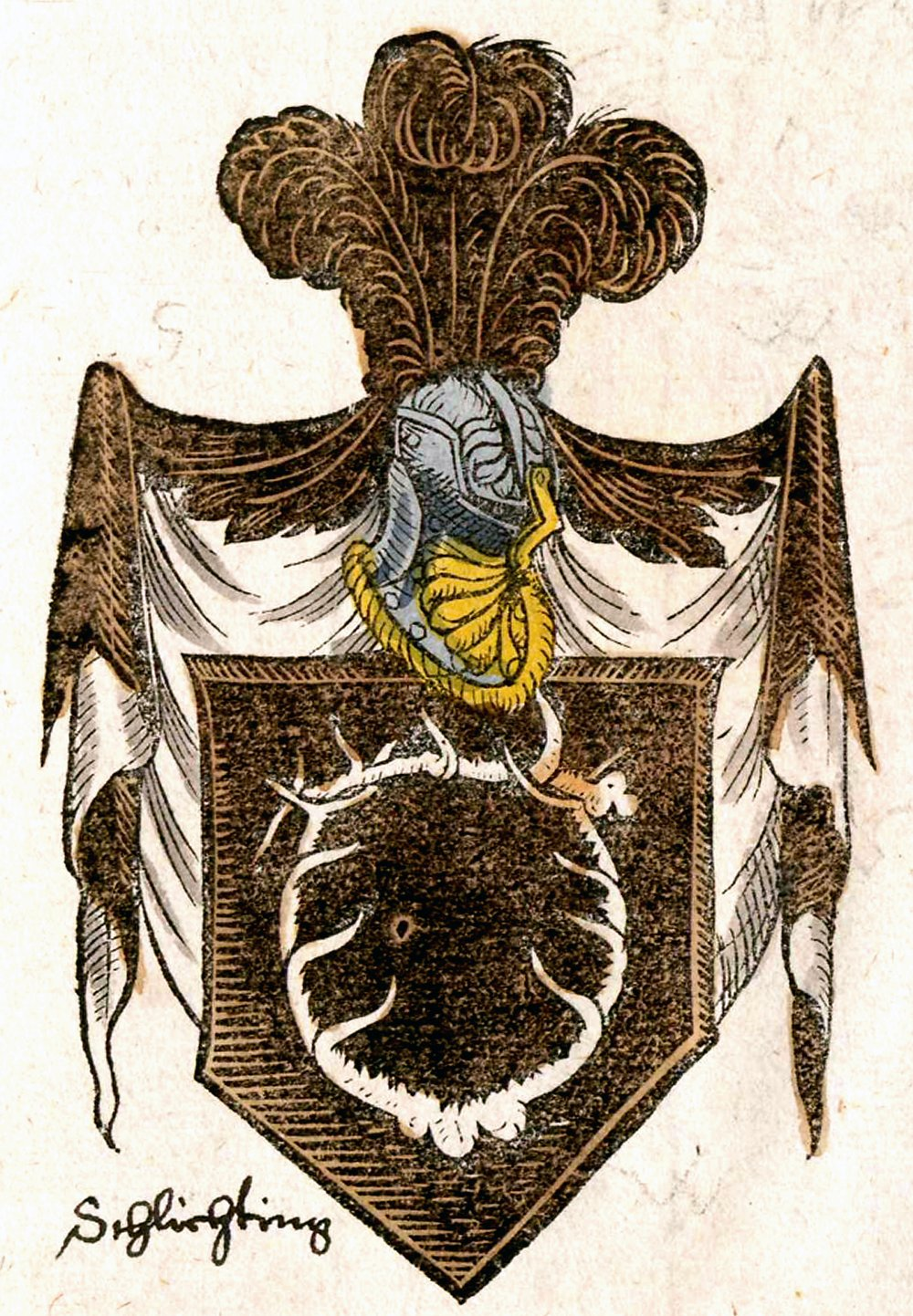
Römischer Kayserlichen / auch zu Hungern vnd Behaimb / Königlichen Mayestat Wappen, 1578
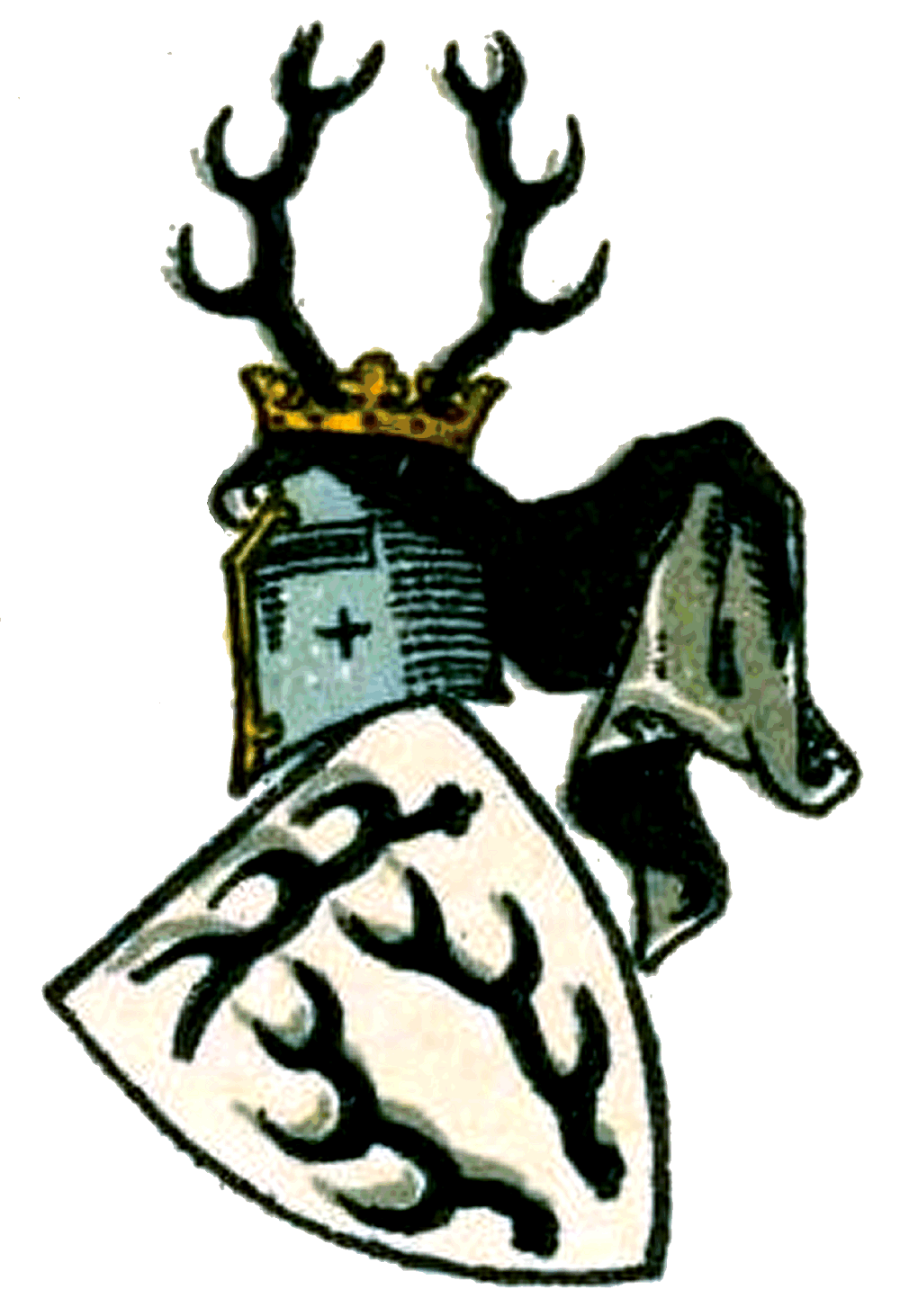
Wappen der Schlichting mit Geweih als Helmzier

## Bekannte Familienmitglieder
- Jonas Schlichting (1592–1661), unitarischer Theologe
- Georg Sigismund von Schlichting (1677–1743 oder 1749), kurfürstlich sächsischer Generalmajor, Kommandant von Sonnenstein
- August Constantin von Schlichting (1705–1779), preußischer Landrat im Kreis Guhrau
- Johann Balthasar von Schlichting (1745–1809), preußischer Landrat im Kreis Fraustadt
- Kurt Fürchtegott Georg von Schlichting (1751–1823), preußischer Generalmajor
- Eduard von Schlichting (1794–1874), preußischer General der Infanterie
- Hedwig von Schlichting (1861–1924), deutsche Krankenschwester und Gründerin eines Schwesternvereins
- Kurt Freiherr von Schlichting (1852–1920), preußischer Kammerherr und Rittmeister, erbliches Mitglied des Preußischen Herrenhauses, stellv. Kommendator des Johanniterordens[3]
- Maximilian von Schlichting (1845–1917), Gutsbesitzer,[4] Major und Mitglied des Preußischen Herrenhauses auf Lebenszeit
- Rudolf von Schlichting-Buckowieck (1816–1894), Gutsbesitzer und Mitglied des Preußischen Herrenhauses auf Lebenszeit
- Samuel von Schlichting (1683–1751), preußischer Generalleutnant
- Sigismund von Schlichting (1829–1909), preußischer General der Infanterie und Militärhistoriker

### Sekundärliteratur
- GHdA: A (Adelige Häuser), Band VI, Band 29 der Gesamtreihe, Limburg (Lahn) 1962, S. 451–489; FA (Freiherrliche Häuser) V, Band 30 der Gesamtreihe, Limburg (Lahn) 1963, S. 322–334.